# Joaquim Bandeira de Gouveia
Joaquim Bandeira de Gouveia (Rio de Janeiro, 1812 — 19 de outubro de 1878) foi um político brasileiro.
Foi nomeado presidente da província de Santa Catarina, por carta imperial de 28 de dezembro de 1870, assumindo o cargo em 16 de janeiro de 1871, governando até 7 de janeiro de 1872, quando assumiu interinamente a presidência o vice-presidente Guilherme Cordeiro Coelho Cintra até 15 de junho do mesmo ano, passando novamente o governo para o presidente interino Inácio Acioli de Almeida, que completou o mandato em 8 de julho de 1872.